# Козынево
Козы́нево — деревня в Новгородском районе Новгородской области, входит в состав Ракомского сельского поселения.
Расположена в новгородском Поозерье на северо-западном берегу озера Ильмень. Ближайшие населённые пункты: деревни Ондвор и Ильмень.
Имеет регулярное прямое автобусное сообщение с областным центром — автобус № 106.
17 июля 2000 года в Козынево, в своём доме был убит русский писатель Балашов, Дмитрий Михайлович.

## Население
| 2010 |
| ---- |
| 28   |